# 1,039/Smoothed Out Slappy Hours
| Recensione | Giudizio |
| ---------- | -------- |
| AllMusic   |          |

1,039/Smoothed Out Slappy Hours è una compilation della punk rock band statunitense Green Day, pubblicata nel 1991 dalla Lookout! Records.

## Descrizione
1,039/Smoothed Out Slappy Hours raccoglie i pezzi del primo album 39/Smooth, ed i pezzi dei due EP 1,000 Hours e Slappy, più l'inedita I Want to Be Alone, presente nella compilation The Big One: San Francisco/Los Angeles.
Pubblicato dalla Lookout! Records, questa compilation presenta ancora il batterista Al Sobrante, alias John Kiffmeyer, che successivamente decise di lasciare la band per frequentare il college.
L'album è stato pubblicato nel 1991, anche se c'è traccia di un avviso copyright del 1990, e molte fonti citano il 1990 come data di pubblicazione dell'album. È stato successivamente ristampato nel 2004, ed ha venduto fino al 2005 oltre mezzo milione di copie in America. Nell'agosto del 2005, il gruppo ha ritirato tutto il suo catalogo discografico precedente al 1994 dall'etichetta Lookout! Records, dato che la stessa non pagava le royalties alla band.
Il 9 gennaio 2007 è stato riedito dalla nuova etichetta discografica.
Nel pezzo 409 in your coffeemaker Billie Joe Armstrong racconta di una volta in cui lui e Mike Dirnt hanno messo una dose di 409, un detergente potentissimo nella macchina da caffè del loro professore.

## Tracce
Testi e musiche di Billie Joe Armstrong, Mike Dirnt e John Kiffmeyer, eccetto dove indicato.
1. At the Library – 2:27
2. Don't Leave Me – 2:39
3. I Was There – 3:36
4. Disappearing Boy – 2:52
5. Green Day – 3:29
6. Going to Pasalacqua – 3:31
7. 16 – 3:24
8. Road to Acceptance – 3:36
9. Rest – 3:06
10. The Judge's Daughter – 2:35
11. Paper Lanterns – 2:25
12. Why Do You Want Him? – 2:33
13. 409 in Your Coffeemaker – 2:54
14. Knowledge – 2:20 (Operation Ivy) – Originariamente interpretata dagli Operation Ivy
15. 1,000 Hours – 2:26
16. Dry Ice – 3:45
17. Only of You – 2:46
18. The One I Want – 3:01
19. I Want to Be Alone – 3:09

## Formazione
- Billie Joe Armstrong - voce, chitarra
- Mike Dirnt - basso, cori
- John Kiffmeyer - batteria, percussioni, cori